# أفعوية الذيل العادية
أفعوية الذيل العادية (الاسم العلمي: Echiurus echiurus) هي نوع من الحلقيات تتبع جنس أفعوية الذيل من فصيلة نظيرات أفعوية الذيل.